# Francisco J. Múgica

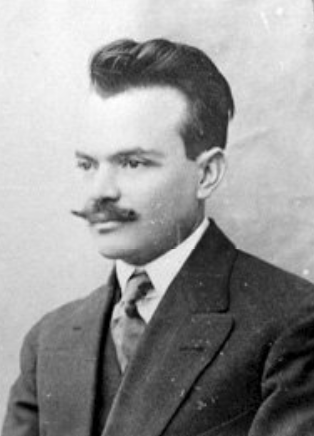
Francisco J. Múgica

Francisco José Múgica Velázquez (Tingūindin, 3 september 1884 – Mexico-Stad, 12 april 1954) was een Mexicaans militair en politicus.
Tijdens de Mexicaanse Revolutie vocht hij aan de zijde van Francisco I. Madero en later van Venustiano Carranza. In tegenstelling tot veel andere leiders uit de revolutie was hij geen politieke opportunist, en hield hij vast aan zijn socialistisch overtuigingen. Múgica was een van de opstellers van de Mexicaanse grondwet van 1917. Múgica heeft een grote bijdrage geleverd aan de artikelen die grondbezit, religie en onderwijs regelen. Zo is het bekende artikel 27, waarin landverdeling en nationalisatie van bodemschatten worden geregeld, grotendeels van zijn hand.
Na de revolutie werd hij gouverneur van Michoacán, waar hij Lázaro Cárdenas leerden kennen. De twee zouden de rest van hun leven vrienden blijven. Tijdens zijn gouverneurschap ging hij voortvarend aan de gang met het doorvoeren van landhervormingen en andere punten uit de grondwet. Dit bracht hem echter in conflict met president Álvaro Obregón die van mening was dat Múgica zich te onafhankelijk opstelde, wat niet paste in Obregóns centralistische beleid. Obregón poogde Múgica te laten vermoorden, maar door tussenkomst van Cárdenas mislukte dit.
Toen Cárdenas in 1934 president werd benoemde hij Múgica tot minister van economische zaken, en een jaar later tot minister van communicatie en publieke werken. Het werd algemeen verwacht dat Cárdenas Múgica als kandidaat voor zijn Partij van de Mexicaanse Revolutie (PRM) aan zou wijzen. Múgica had immers al Cárdenas' hervormingen gesteund, en de twee konden zowel persoonlijk als politiek goed met elkaar overweg. Cárdenas was echter bang dat de benoeming van Múgica de rechtervleugel van de partij zou vervreemden, waardoor hij toch maar Manuel Ávila Camacho besloot aan te wijzen als kandidaat. In 1940 won Ávila Camacho de verkiezingen en volgde Cárdenas op, hoewel velen vermoedden dat de PRM de verkiezingen had gestolen.
In het laatste decennium van zijn leven was hij samen met Cárdenas de belangrijkste leider van de linkervleugel van de regeringspartij. Hij vervreemdde echter steeds meer van de partij, zodat hij in 1952 de presidentscampagne van de dissidente generaal Miguel Enríquez Guzmán van de Federatie van Partijen van het Volk (FPP) steunde. Hij overleed twee jaar later.
- Biblioteca Nacional de España: XX1583375
- Gemeinsame Normdatei: 13141917X
- International Standard Name Identifier: 0000 0000 3629 3475
- Library of Congress Control Number: n84182333
- Nationale Bibliotheek van Israël: 987007446674205171
- Système universitaire de documentation: 183128621
- Virtual International Authority File: 57744776
- WorldCat: E39PBJfcMRGTwCH3gVJd6wdG73